# Symbrenthia balunda
Symbrenthia balunda är en fjärilsart som beskrevs av Otto Staudinger 1896. Symbrenthia balunda ingår i släktet Symbrenthia och familjen praktfjärilar. Inga underarter finns listade i Catalogue of Life.